# Andrzej Jesień
Andrzej Jesień (ur. 4 listopada 1939, zm. 10 czerwca 2017) – polski lekkoatleta i trener lekkoatletyczny. Ojciec Pawła Jesienia i teść Anny Jesień.
Był zawodnikiem klubów warszawskich: Polonii oraz Gwardii. Startował w biegach: na 400 metrów oraz na 400 metrów przez płotki. Był czterokrotnym medalistą mistrzostw Polski w sztafecie 4 × 400 metrów: złotym w 1964, srebrnym w 1962 i 1965 oraz brązowym w 1961.
Po zakończeniu kariery sportowej był trenerem oraz kierownikiem sekcji lekkoatletycznej Polonii Warszawa.